# Risa Mizuno
Risa Mizuno (水野 理紗 Mizuno Risa; Prefectura de Kanagawa, 3 de noviembre de 1978) es una seiyū japonesa. Ha participado en series como Code-E, Bakugan Battle Brawlers, Le Chevalier D'Eon y Shion no Ō, entre otras. Está afiliada a Ogipro the Next.

## Roles Interpretados

### Series de Anime
2000
- Medarot Damashii como Nae.
- Yu-Gi-Oh Duel Monsters como Cindy/Cecilia (Ep. 40).

2001
- Nanchatte VAMPIYAN como Kana.
- The Prince of Tennis como Nanako Echizen.

2002
- Bomberman Jetters como Shout.

2003
- Gunslinger Girl como Elenora Gabrielle (Ep 10-11).
- Twin Spica como Yūko Suzunari.

2004
- AM Driver como Sera May.
- Fuujin Monogatari como Yukio.
- Kyō Kara Maō! como Lady von Wincott Susanna Julia.
- Mutsu Enmei Ryu Gaiden: Shura no Toki como Kanae.
- Phantom Memory Kurau como Midori Nonaka (Ep. 12).

2005
- Idaten Jump como Yuki.
- Sugar Sugar Rune como Ayano Ichijō (Ep. 23).
- Zettai Shonen como Asako Toudou.

2006
- Bakegyamon como Uta.
- D.Gray-man como Fan (Ep 53-54) y Jamie Dark (Ep. 55).
- Higurashi no Naku Koro ni como Yukie Akasaka.
- Le Chevalier D'Eon como Lia de Beaumont.

2007
- Bakugan Battle Brawlers como Julie Makimoto/July Heyward.
- Code-E como Yuma Saihashi.
- Dragonaut - The Resonance como Shelly (Ep 5-8).
- Rental Magica como Diana (Ep 11-12, 21).
- Shion no Ō como Saori Nikaidō.

2008
- Druaga no Tō ~the Aegis of URUK~ como Ethana.
- Gunslinger Girl Il Teatrino como Claes.
- Mission-E como Yuma Saihashi.
- Monochrome Factor como Kiomi Sonobe (Ep. 10).
- Nabari no Ō como Shigure.
- Vampire Knight como Seiren.
- Vampire Knight Guilty como Seiren.
- Yu-Gi-Oh! 5D's como Maria Bartlett y Patty.

2009
- Bakugan Battle Brawlers: New Vestroia como Julie Makimoto/July Heyward.
- Druaga no Tō ~the Sword of URUK~ como Ethana y Oro.
- Nyan Koi! como Cave Cat.

2010
- Bakugan: Gundalian Invaders como Julie Makimoto/July Heyward.
- Nurarihyon no Mago como Wakana Nura.
- Scan2go como Jevina.

2011
- Nurarihyon no Mago: Sennen Makyō como Wakana Nura.

2012
- Sengoku Collection como Matsuura-sensei (Ep 9, 12).

2014
- Akame ga Kill! como Najenda.

2015
- Go! Princess PreCure como Reiko Kisaragi.

2016
- Luck & Logic como Veronica Ananko.

2017
- Hina Logi: From Luck & Logic como Veronica Ananko.

### OVAs
2008
- Gunslinger Girl Il Teatrino como Claes.

### Películas
2004
- Kumo no Mukou, Yakusoku no Basho como Maki Kasahara.

2007
- 5 centímetros por segundo como la Hermana de Kanae.

2011
- Hoshi o Ou Kodomo como la Sra. Ikeda.

### Videojuegos
- Bomberman Jetters como Shout.
- DreamMix TV World Fighters como Haruna.

## Música
- Ha interpretado el último ending (Kimi kara no Kiseki -きみからの奇跡-) del anime Mission-E.[4]